# St. Ulrich (Thalmannsfeld)

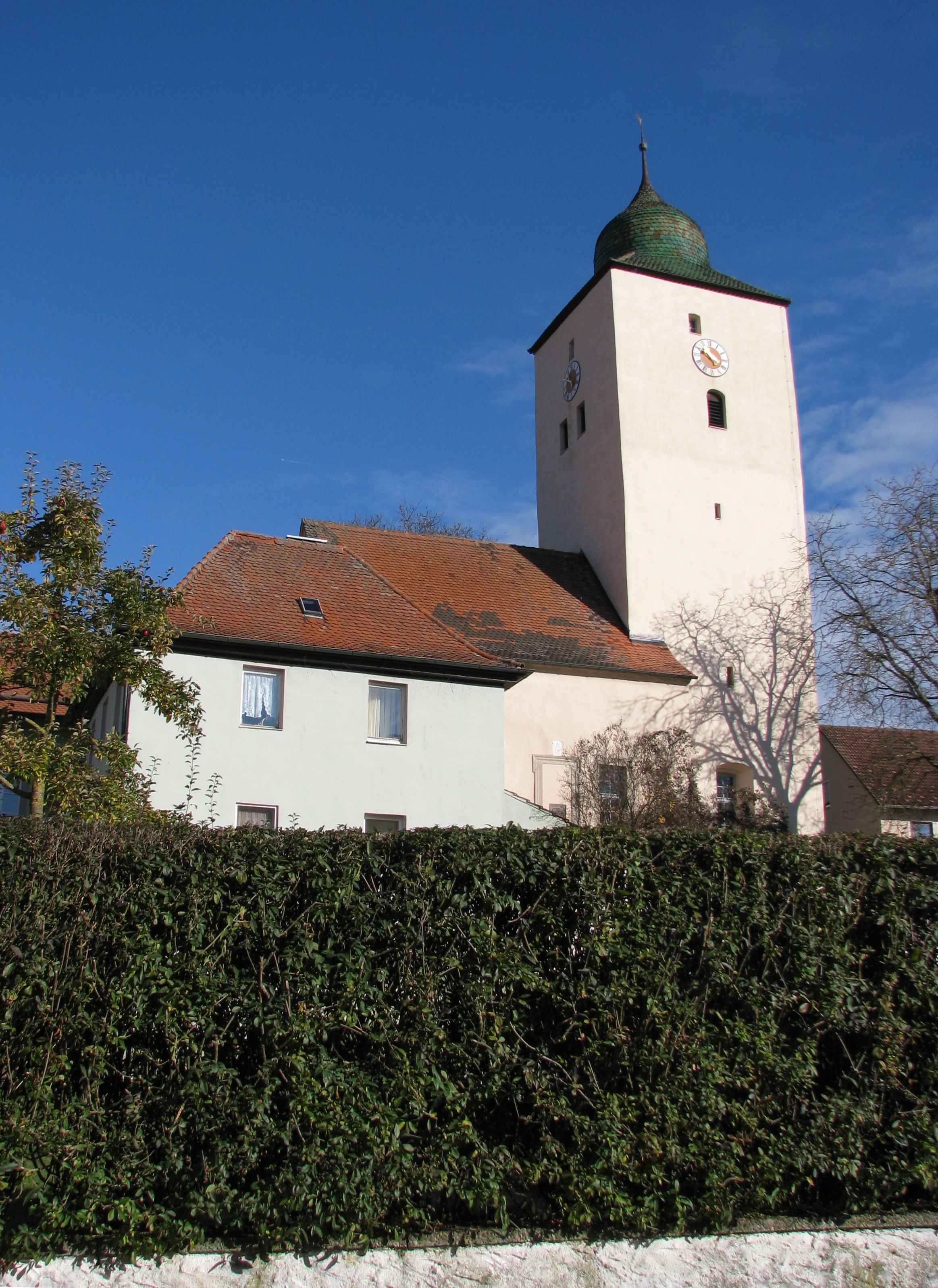
Ulrichkirche

Die St.-Ulrich-Kirche ist eine evangelisch-lutherische Kirche in Thalmannsfeld, einem Gemeindeteil der Gemeinde Bergen im mittelfränkischen Landkreis Weißenburg-Gunzenhausen. Die dem heiligen Ulrich von Augsburg geweihte Kirche gehört zum Evangelisch-Lutherischen Dekanat Weißenburg in Bayern und ist unter der Denkmalnummer D-5-77-115-36 als Baudenkmal in die Bayerische Denkmalliste eingetragen. Die postalische Adresse lautet Kirchenweg 11.
Die Kirche befindet sich im Ortskern auf einer Höhe von 545 Metern über NHN. Die  Chorturmkirche stammt im Kern aus dem 14. Jahrhundert. Sie wurde 1717 erneuert und barockisiert.